# Bourg de Qiongjie
Le Bourg de Qonggyai (tibétain : འཕྱོངས་རྒྱས་རྫོང, Wylie : ’Phyongs-rgyas ?, pinyin tibétain : Qonggyai, THL : Chonggyä) ou dans sa translittération chinoise, Bourg de Qiongjie (chinois : 琼结镇 ; pinyin : qióngjié zhèn)) est un bourg situé dans le xian de Qonggyai, dans la préfecture de Shannan, région autonome du Tibet en Chine.

## Géographie
Le mont Chingwa Taktse (chinois : 青瓦达孜山 ; pinyin : qīngwǎ dázī shān) est situé au Nord de la ville. Le centre urbain est traversé par la rivière Qonggai (ou Qonggé).

## Culture

### Patrimoine
- Le palais de Chingwa Taktse[2]
- les sépultures de rois tibétains situées dans la vallée, au Sud-Est du centre urbain[2]
- La légende raconte que la bosse que l'on voit sur la montagne abrite la sépulture de la princesse Jincheng[2].

Le monastère de Riwo Dechen, situé au Nord-Ouest du centre du bourg, est un monastère du bouddhisme tibétain, comportant un grand mur à thangka et un grand chorten (stüpa).